# 内尔·范弗利特
内尔·范弗利特（荷蘭語：Nel van Vliet，1926年1月17日—2006年1月4日），荷兰女子游泳运动员，主攻蛙泳。她曾代表荷兰参加1948年夏季奥林匹克运动会游泳比赛，获得女子200米蛙泳金牌。